# المركز الاستشفائي الجامعي في نانت
المركز الاستشفائي الجامعي في نانت (بالفرنسية: Centre hospitalier universitaire de Nantes)‏ هو مركز طبي جامعي في مدينة نانت بفرنسا، يعود تأسيسه إلى القرن الثامن عشر، وهو من أكبر المراكز الاستشفائية في فرنسا كما يتمتع بسمعة جيدة في مجال رعاية المرضى والبحث والتعليم.

## المنشآت
يتوفر المركز على 9 منشآت طبية متواجدة في مدينة نانت وضواحيها:
| الإسم بالفرنسية                 | ترجمة حرفية                   |
| ------------------------------- | ----------------------------- |
| Hôtel-Dieu                      | فندق ديو (فندق الإله)         |
| Hôpital Nord Laennec            | مستشفى نور لانيك              |
| Hôpital Saint-Jacques           | مستشفى سان جاك                |
| Hôpital femme-enfant-adolescent | مستشفى المرأة والطفل والمراهق |
| Le Tourville                    | لو تورفيل                     |
| Hôpital Bellier                 | مستشفى بيلييه                 |
| La Seilleraye                   | لا سيليراي                    |
| Beauséjour                      | بو سيجور                      |
| Maison Pirmil                   | ميزون بيرميل (منزل بيرميل)    |

## معرض الصور

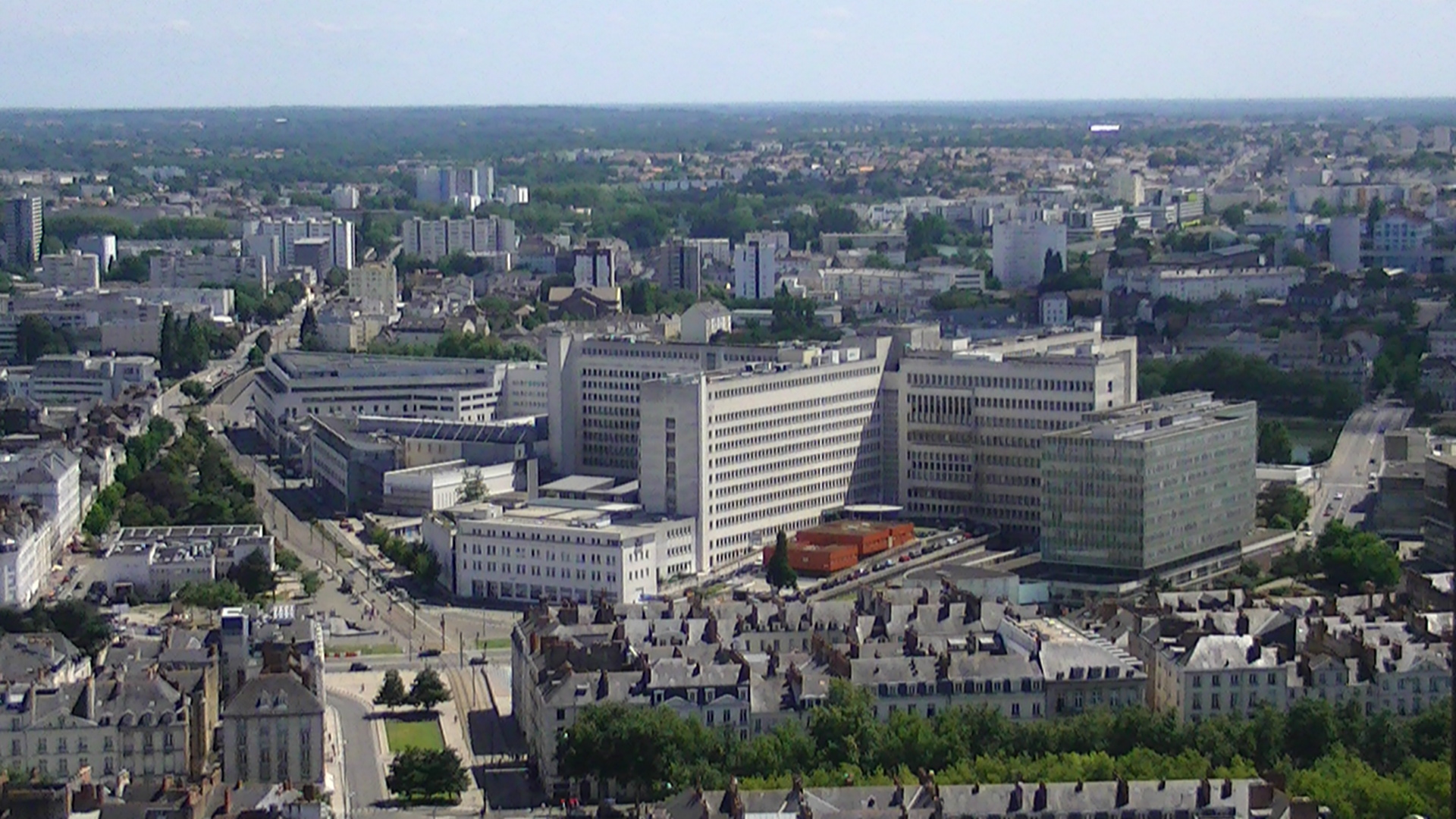
فندق ديو
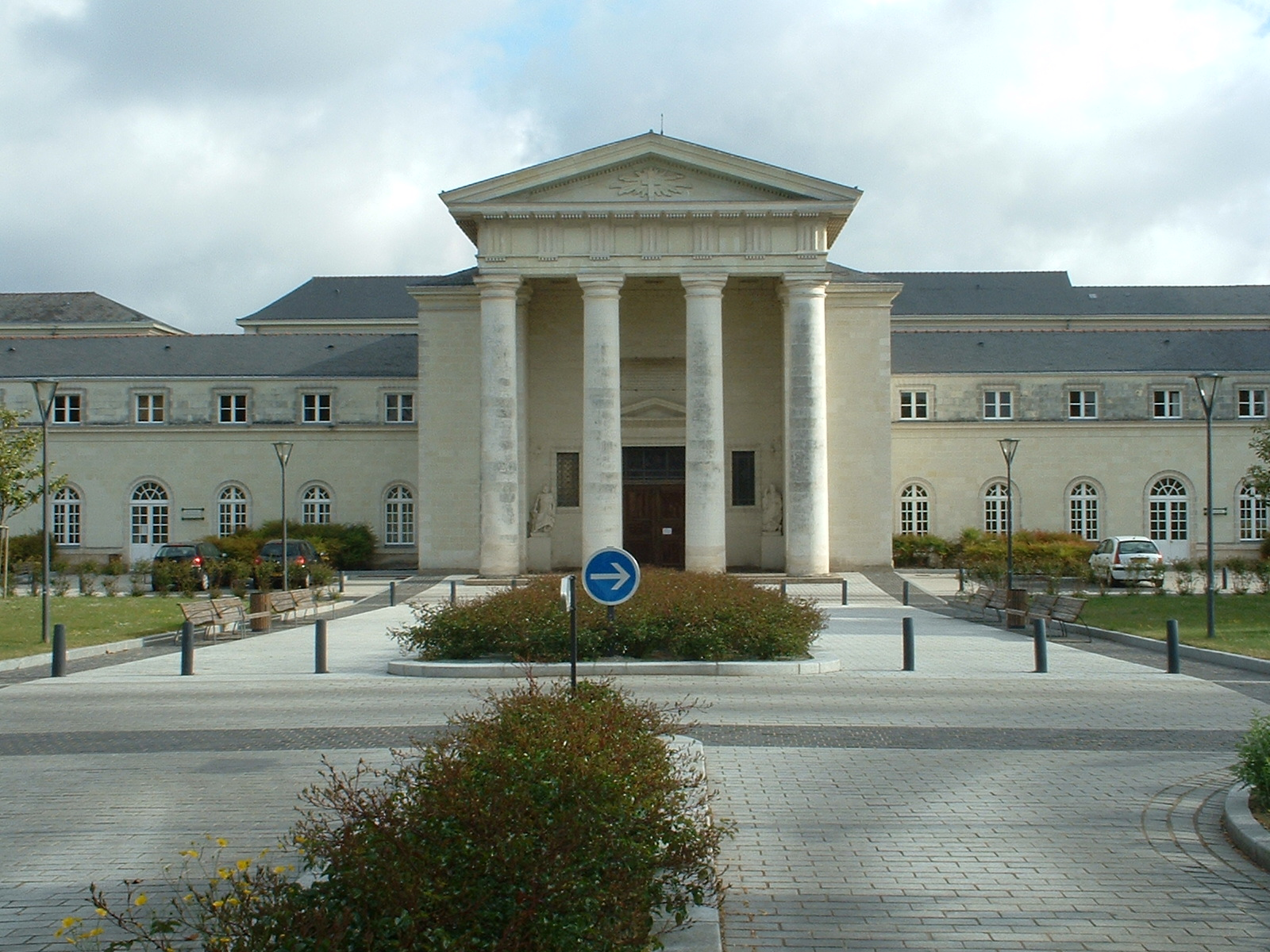
مستشفى سانت جاك
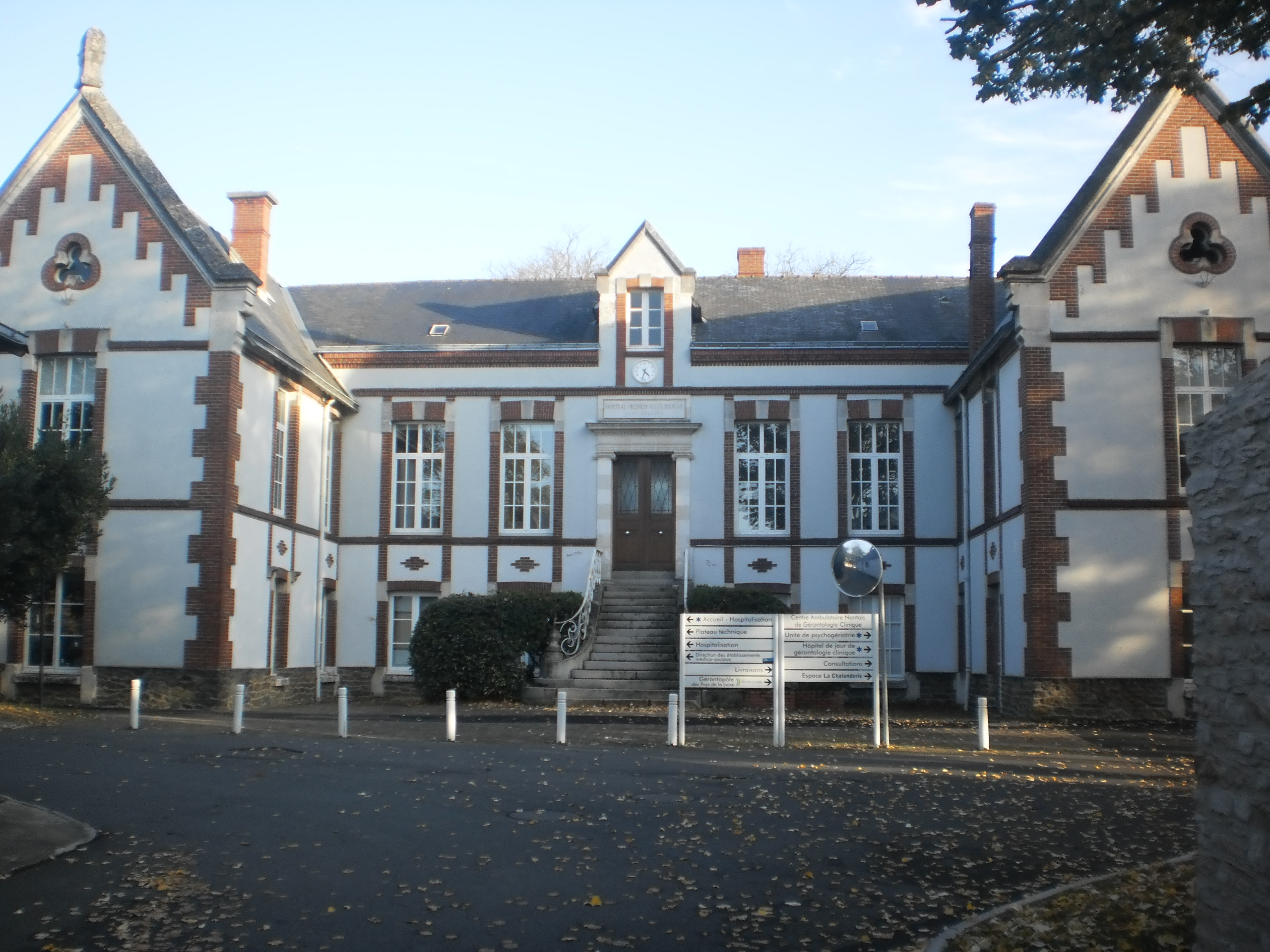
مستشفى بيلييه

### مقالات ذات صلة
- مستشفى سان جاك (فرنسا)
- الرعاية الصحية في فرنسا

### روابط خارجية
- الموقع الإلكتروني